# Chapelle Notre-Dame-des-Anges de Clichy-sous-Bois
Pour les articles homonymes, voir Chapelle Notre-Dame-des-Anges.
La chapelle Notre-Dame-des-Anges située 10 allée Jean-Jaurès à Clichy-sous-Bois est une église de Seine-Saint-Denis affectée au culte catholique.
Elle est inscrite aux monuments historiques depuis le 30 mars 1942.

## Historique

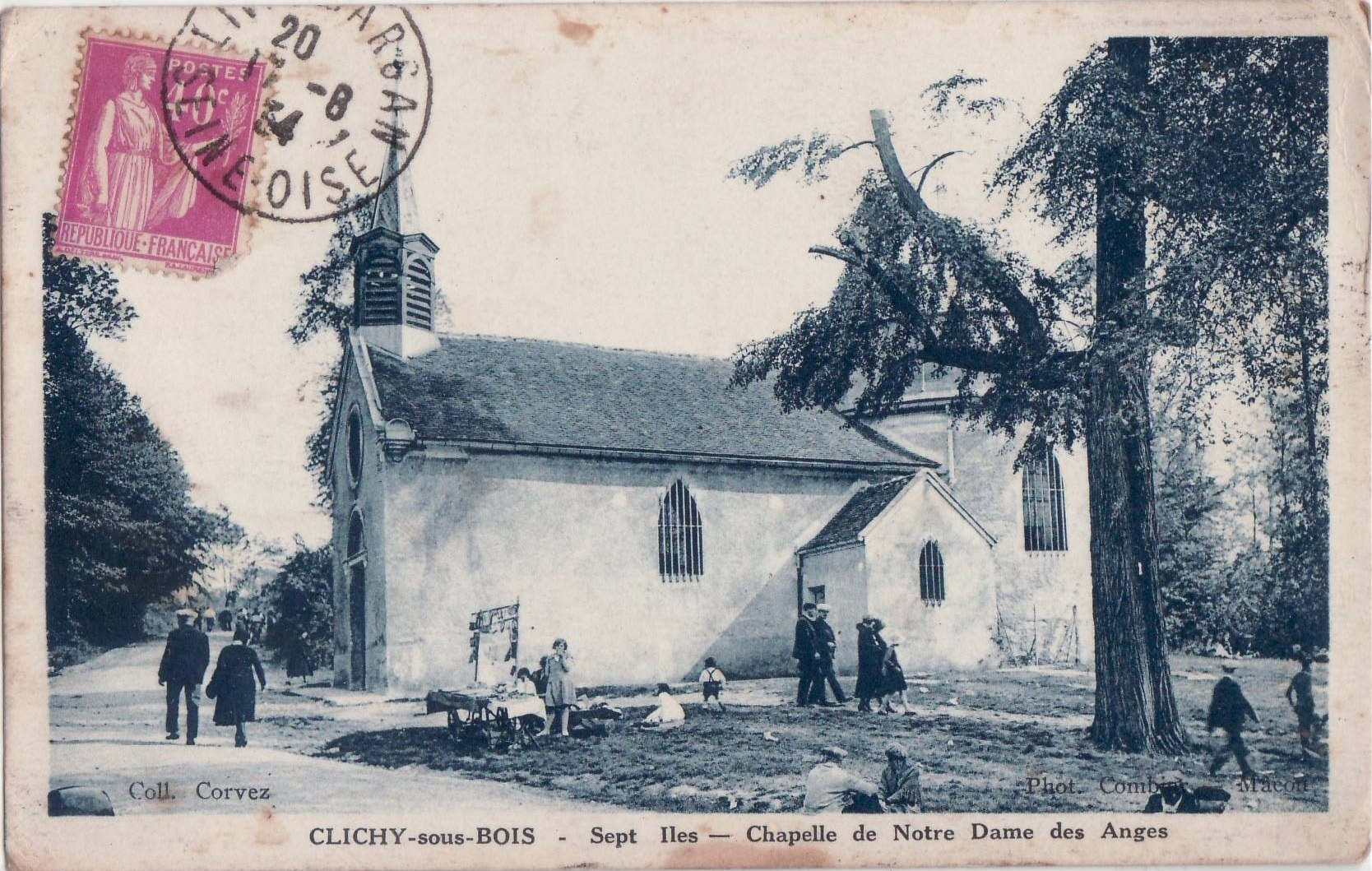
Chapelle Notre-Dame des Anges.

La chapelle Notre-Dame-des-Anges est fondée en 1260, voire en 1212, par l'ordre du Temple de Clichy. Elle est desservie ensuite par les Hospitaliers de l'ordre de Saint-Jean de Jérusalem, puis, à partir de 1660, par les chanoines de l'abbaye Notre-Dame de Livry,. Dans la seconde moitié du XXe siècle, lui faisant face, a été construite la salle paroissiale Jean-XXIII.
Une nouvelle église fut édifiée entre 1650 et 1660 par Christophe de Coulanges, abbé de Livry et oncle de madame de Sévigné, à l'emplacement d'un oratoire du XIIIe siècle. Détruite par un incendie en 1791, elle est reconstruite vers 1808, puis agrandie en 1865 date à laquelle on lui ajoute une coupole.

## Pèlerinage de Notre-Dame-des-Anges

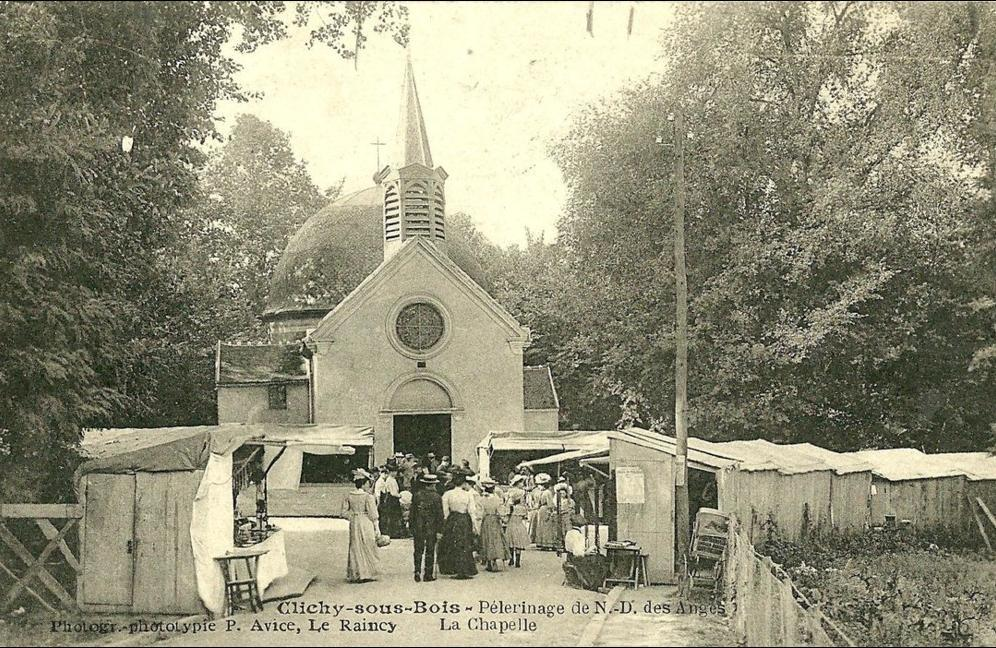
Pèlerinage, Notre-Dame des Anges.

Une légende raconte qu'au XIIIe siècle, trois voyageurs venus d'Anjou traversant la forêt de Bondy furent dévalisés et ligotés par des bandits, puis délivrés par un ange. En souvenir de ce prodige, ils firent construire la première chapelle qui pouvait contenir cinq cents personnes. Ainsi, le premier nom de la chapelle était Notre-Dame-des-Angevins, plus tard abrégé en Notre-Dame-des-Anges.
Une statue en bois de Notre-Dame des Anges, réplique de la Vierge noire du XIIIe siècle, est exposée chaque année à la vénération des fidèles pendant la neuvaine du 8 au 17 septembre. En septembre 2012 a été fêté le huitième centenaire de ce pèlerinage, avec près de trois mille participants.